# Leiria (kerület)
Leiria kerület (portugál nyelven Distrito de Leiria) Portugália nyugati részén, a Középső (Centro) régióban található közigazgatási egység. Északról Coimbra, keletről  Castelo Branco és Santarém kerületek, délről Lisszabon kerület, nyugatról pedig az Atlanti-óceán határolja. Nevét székhelye, Leiria város után kapta. Területe 3515 km², ahol 459.450 fős népesség él. A kerületben a népsűrűség 131 fő/km².

## Községek

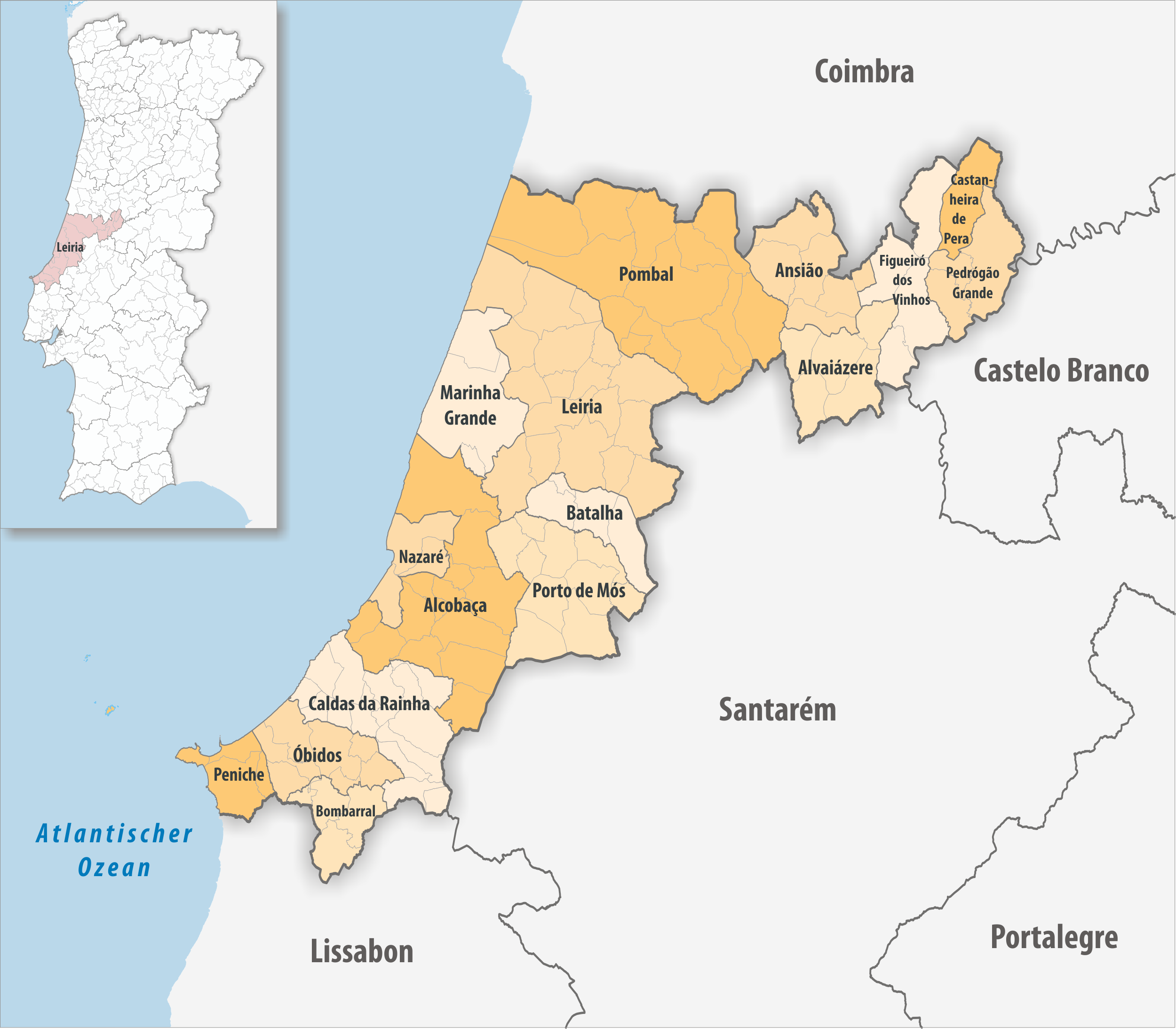
Leiria kerület községei

A kerületben 16 község (município) található, melyek a következők:
(C-vel (cidade) a nagyobb városok körüli község, T-vel a kisvárosok körül létrehozott község van jelölve.)
| Címer                      | Község              | Típus | Népesség (fő, 2021) | Terület (km²) | Népsűrűség (fő/km²) | Települések száma | Szubrégió    |
| -------------------------- | ------------------- | ----- | ------------------- | ------------- | ------------------- | ----------------- | ------------ |
| Alcobaça címere            | Alcobaça            | C     | 54 965              | 408,15        | 135                 | 13                | Oeste        |
| Alvaiázere címere          | Alvaiázere          | T     | 6238                | 160,47        | 39                  | 5                 | Leiria régió |
| Ansião címere              | Ansião              | T     | 11 642              | 176,09        | 66                  | 6                 | Leiria régió |
| Batalha címere             | Batalha             | T     | 15 557              | 103,42        | 150                 | 4                 | Leiria       |
| Bombarral címere           | Bombarral           | T     | 12 746              | 91,28         | 140                 | 4                 | Oeste        |
| Caldas da Rainha címere    | Caldas da Rainha    | C     | 50 910              | 255,69        | 199                 | 12                | Oeste        |
| Castanheira de Pêra címere | Castanheira de Pêra | T     | 2645                | 66,77         | 40                  | 1                 | Leiria régió |
| Figueiró dos Vinhos címere | Figueiró dos Vinhos | T     | 5281                | 173,44        | 30                  | 4                 | Leiria régió |
| Leiria címere              | Leiria              | C     | 128 603             | 565,08        | 228                 | 18                | Leiria régió |
| Marinha Grande címere      | Marinha Grande      | C     | 39 024              | 187,25        | 208                 | 3                 | Leiria       |
| Nazaré címere              | Nazaré              | T     | 14 881              | 82,42         | 181                 | 3                 | Oeste        |
| Óbidos címere              | Óbidos              | T     | 11 922              | 141,55        | 84                  | 7                 | Oeste        |
| Pedrógão Grande címere     | Pedrógão Grande     | T     | 3390                | 128,75        | 26                  | 3                 | Leiria régió |
| Peniche címere             | Peniche             | C     | 26 429              | 77,54         | 341                 | 4                 | Oeste        |
| Pombal címere              | Pombal              | C     | 51 170              | 626,00        | 82                  | 13                | Leiria régió |
| Porto de Mós címere        | Porto de Mós        | T     | 23 202              | 261,83        | 89                  | 10                | Leiria régió |

## Fordítás
Ez a szócikk részben vagy egészben  a   Leiria District című angol Wikipédia-szócikk ezen változatának fordításán alapul.  Az eredeti cikk szerkesztőit annak laptörténete sorolja fel. Ez a jelzés csupán a megfogalmazás eredetét és a szerzői jogokat jelzi, nem szolgál a cikkben szereplő információk forrásmegjelöléseként.